# リーン生産方式
リーン生産方式（リーンせいさんほうしき、lean manufacturing、lean product system、略称LPS）とは、1980年代にアメリカのマサチューセッツ工科大学（MIT）の研究者らが日本の自動車産業における生産方式（主にトヨタ生産方式）を研究し、その成果を再体系化・一般化したものであり、生産管理手法の哲学。

## 概要
リーン生産方式はトヨタ生産方式を研究して編み出された方式であり、MITのジェームズ・P・ウォマック、ダニエル・T・ジョーンズらの著書『リーン生産方式が　世界の自動車産業をこう変える』（1990年）により全米に広まった。
1980年代に日本からアメリカに大量の自動車が輸出されるようになると、アメリカの自動車産業業界は日本車の価格の安さをダンピングであると非難した。一方で、ウォマックらは日本の自動車産業業界の研究を行いトヨタ生産方式の「ムダ取り」に着目した。製造工程の「ムダ」という「贅肉」を落としたスリムな生産方式を「リーン生産方式」と名付けた。英語: leanには「贅肉がなく引き締まって痩せている」というような意味合いがある。
製造工程におけるムダを排除することを目的として、製品および製造工程の全体にわたって、トータルコストを系統的に減らそうとするのが狙いである。元々は大野耐一がアメリカの自動車工場やスーパーマーケットの生産方式などに着想を得て、生産計画、ジャストインタイム（JIT）、カンバン方式、5S、サプライチェーンマネジメント、見える化など工業的な生産活動に関連する改善・改革に関するモデルに昇華したと伝えられる。

## 特徴
従来の製造業の生産システムはボトムアップ型に基づいた暗黙知ベースのシステムが形成されていることが支配的であり、その中で結果としてムダが排除されていく。しかしボトムアップでは部分最適に陥りやすく、局所的にムダが排除されても全体で見た場合にはムダが排除しきれていない状態が生じやすい。言い換えれば「いびつな贅肉の取れ方＝ダイエットに失敗した状態」が起こりうる。それらを踏まえウォマックらが行った研究は、それらとトップダウン型の形式知ベースのシステムとの融合やその体系化などである。トップダウン型になることによって、全体最適が追求しやすくなり、組織全体としてバランスがよくなりムダを排除しやすくなる。

## 名の由来
1980年代にウォマックらが行った日本の自動車産業の研究において特に注目されたのは、ジャストインタイム生産システムに代表されるムダを徹底的に排除したトヨタ生産方式である。トヨタ生産方式では7つのムダを定義し、それらを減らす・無くすことに注力している。当方式ではこのムダを「“会社と言う名の巨人”についた贅肉」と見立て、「贅肉のとれたスリムな状態」で生産活動を行うことを目指す生産方式として構築された。そして「贅肉のとれた」の意である英単語のlean（リーン）を用いてリーン生産方式と命名された。つまりムダの無い生産方式という事である。

## 普及
1990年代になるとアメリカの自動車業界も日本車の品質の高さを認めるようになり、トヨタを目標として研究、方式を採用していった。リーン生産方式もそうして採用されるようになっていった。リーン生産方式は自動車のみならず、アメリカの製造業に広く普及し、アメリカ製造業全体の復活に貢献することになり、2000年代に入ると日本へも紹介されるようになった。
日本発のシステムがアメリカより逆輸入された格好である。これはリーン生産方式がウォマックらによって再体系化・一般化されており、そもそもが逆輸入な文化である事から、日本の側で受け入れやすい土壌が整っていたこともあるが、生産管理の分野のみにとどまらず、それらを包括的に含む文化というものそれ自体が、常に被分析性を持つものである事から、研究され、淘汰・再編される事で進化し続けるものである。つまりアメリカで進化を遂げた方式が日本で再統合され、また更なる進化をしようとする、いわば“文化の胎動”を読み取る事が出来る。